# Коваль-Самборський Іван Іванович
Іван Іванович Коваль-Самборський  (1893–1962) — радянський український актор. Заслужений артист Киргизької РСР (1944).

## Біографія
Народився 16 вересня 1893 р. у Харкові. Працював у Театрі ім. В. Мейєрхольда (1922—1923). У 1940-х працював в Киргизькому російському театрі у Фрунзе.
Знімався у кіно з 1924 р. (близько сорока робіт; фільми: «Сорок перший» (1926), «Мати» (1926), «Дівчина з коробкою» (1927), «Настенька Устинова» (1934), «Гутаперчевий хлопчик» (1957) та ін.). У 1920-ті роки був одним з найзнаменитіших акторів «німого кіно».
Грав в українських стрічках: «Біла смерть» (або «Остання ніч», 1932, реж. М. Капчинського), «Суворий юнак» (1935), «Застава коло чортового броду» (1936), «Одного разу влітку» (1936, агент карного розшуку), «Виправленому вірити» (1957, Нехода), «Зміна починається о шостій» (1958, Щербина).
Помер 10 січня 1962 р.

## Фільмографія
- 1924 — Вороги — поліцейський
- 1925 — Його заклик — робочий Андрій
- 1925 — Шахова гарячка (короткометражний) — міліціонер
- 1926 — Мати — Вєсовщіков, молодий робітник
- 1926 — Міс Менд — Артур Сторно
- 1926 — Останній постріл — Петро Коваль
- 1926 — Сорок перший — Говоруха-Отрок, білий офіцер
- 1927 — Дівчина з коробкою — Ілля Снєгірьов
- 1927 — Земля в полоні — Яків
- 1927 — Людина з ресторану — Соколін
- 1929 — Каліостро
- 1930 — Дванадцять розбійників
- 1930 — Альрауне (нім. Alraune, Німеччина) — Распе, водій
- 1930 — Пісні донських козаків
- 1932 — Паризькі міражі
- 1933 — Остання ніч — головна роль
- 1934 — Молодість — Борис
- 1934 — Настенька Устинова — Пітер Грегорі
- 1935 — Льотчики — Сергій Бєляєв, командир авіазагону
- 1935 — Суворий юнак — моряк
- 1936 — Застава у Чортова броду — начальний застави
- 1936 — Одного разу влітку — агент карного розшуку
- 1936 — Троє з однієї вулиці — складач Марк
- 1937 — Дочка Батьківщини — Горбатюк, диверсант
- 1937 — Ущелина Аламасів — Вісковський В'ячеслав Антонович, науковий співробітник
- 1938 — Болотні солдати — Вальтер Шмідт
- 1939 — Вогняні роки — Панас Андрійович Дружина
- 1956 — Поет — Андрій Васильович Селіванов, полковник
- 1956 — Пролог — староста
- 1957 — Гутаперчевий хлопчик — директор цирку
- 1957 — Комуніст — бородатий робочий
- 1957 — Ленінградська симфонія — епізод
- 1957 — Шторм — Богомолов
- 1958 — Звіролови — похмурий мисливець
- 1958 — Зміна починається о шостій — Щербина, інженер
- 1958 — Ходіння по муках — епізод
- 1959 — Аннушка — доктор
- 1959 — Виправленому вірити — Тарас Степанович Нехода, майстер в доці
- 1961 — Зелений патруль — лісник
- 1961 — Дивовижне полювання — єгер